# Järnväg i Frankrike

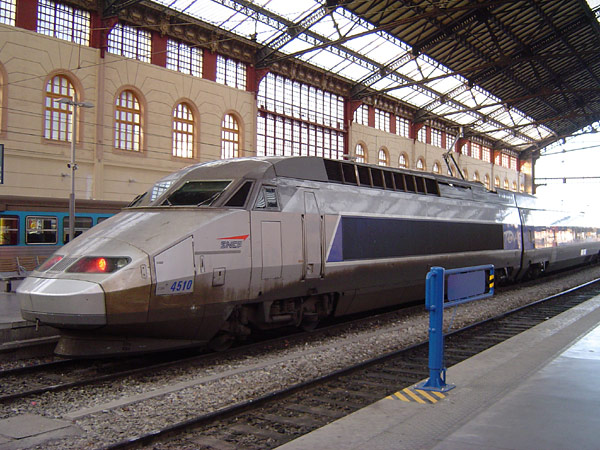
TGV i Marseille.

Frankrikes järnvägsnät

Frankrike har sedan 1800-talet ett omfattande järnvägssystem. Man var tidigt i utvecklingen med expresståg som TGV och Eurostar. Järnvägen förvaltas av SNCF Réseau, är av normalspår, och stora delar är elektrifierade och byggda för höga hastigheter. Det statliga järnvägsbolaget heter SNCF.
Järnvägstransporterna i Frankrike kännetecknas  av en tydlig övervikt av persontrafik, framför allt med höghastighetståg, i relation till godstrafik.
Société nationale des chemins de fer français (SNCF) gynnas av en nästan monopolsituation när det gäller driften av tjänster på det nationella järnvägsnätet, som förvaltas av SNCF Réseau, och är det näst största europeiska järnvägsföretaget för persontransport och det femte i världen med 100,2 miljarder passagerarkilometer 2017, efter RZD (Ryssland), medan det bara är det femte för gods, med 32 miljarder tonkilometer (2013) efter RZD (Ryssland), UZ (Ukraina), DB (Tyskland) och PKP (Polen).